# Ацетилхолинестераза
Ацетилхолинестеразата (АХЕ) е ензим, който разгражда (чрез своята хидролитична активност) невротрансмитера ацетилхолин, до холин и ацетат. Среща се главно в нервно-мускулни и холинергични синапси на нервната система, където дейността му служи за прекратяване на синаптичното предаване. АХЕ има много висока каталитична активност — всяка молекула АХЕ разгражда около 25000 молекули ацетилхолин в секунда. Холинът, получен от действието на АХЕ, се рециклира като се транспортира чрез цитоза обратно в нервните окончания, а там се използва, за да се синтезират нови молекули ацетилхолин. 
Ацетилхолинестеразата, която се намира върху мембраните на червените кръвни клетки, където представлява Yt кръвногруповия антиген. Ацетилхолинестеразата съществува в множество молекулярни форми, които притежават подобни каталитични свойства, но се различават в асемблирането на мономерите им и начина на закрепване към повърхността на клетката.
При хората ацетилхолинестеразата е кодирана от болки гена ACHE.